# ボビンレース

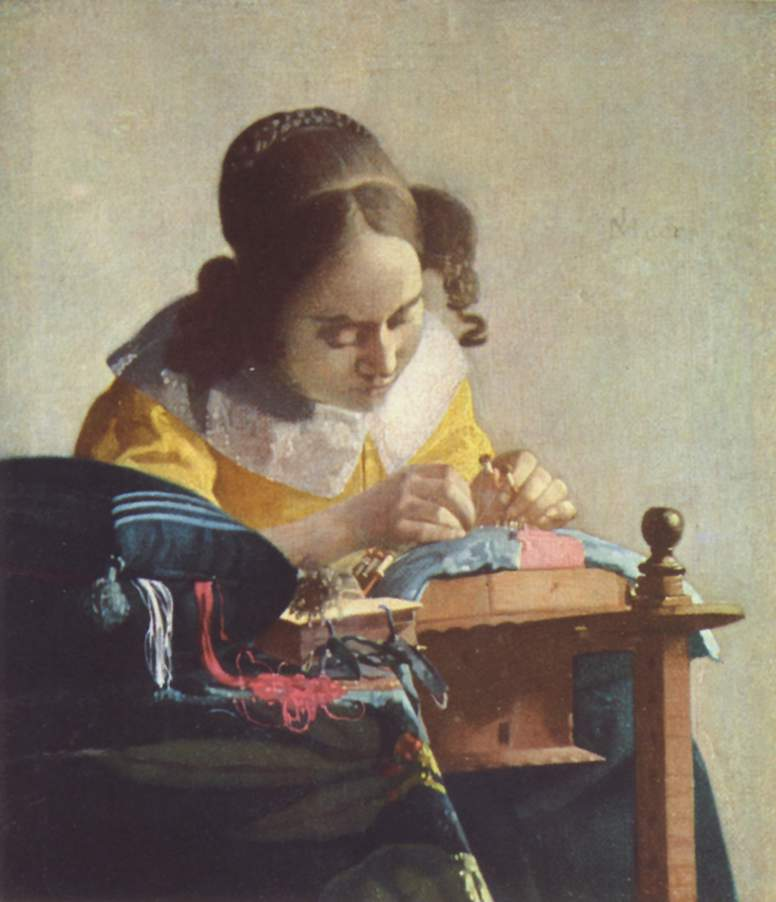
ヨハネス・フェルメール（1664年描画）

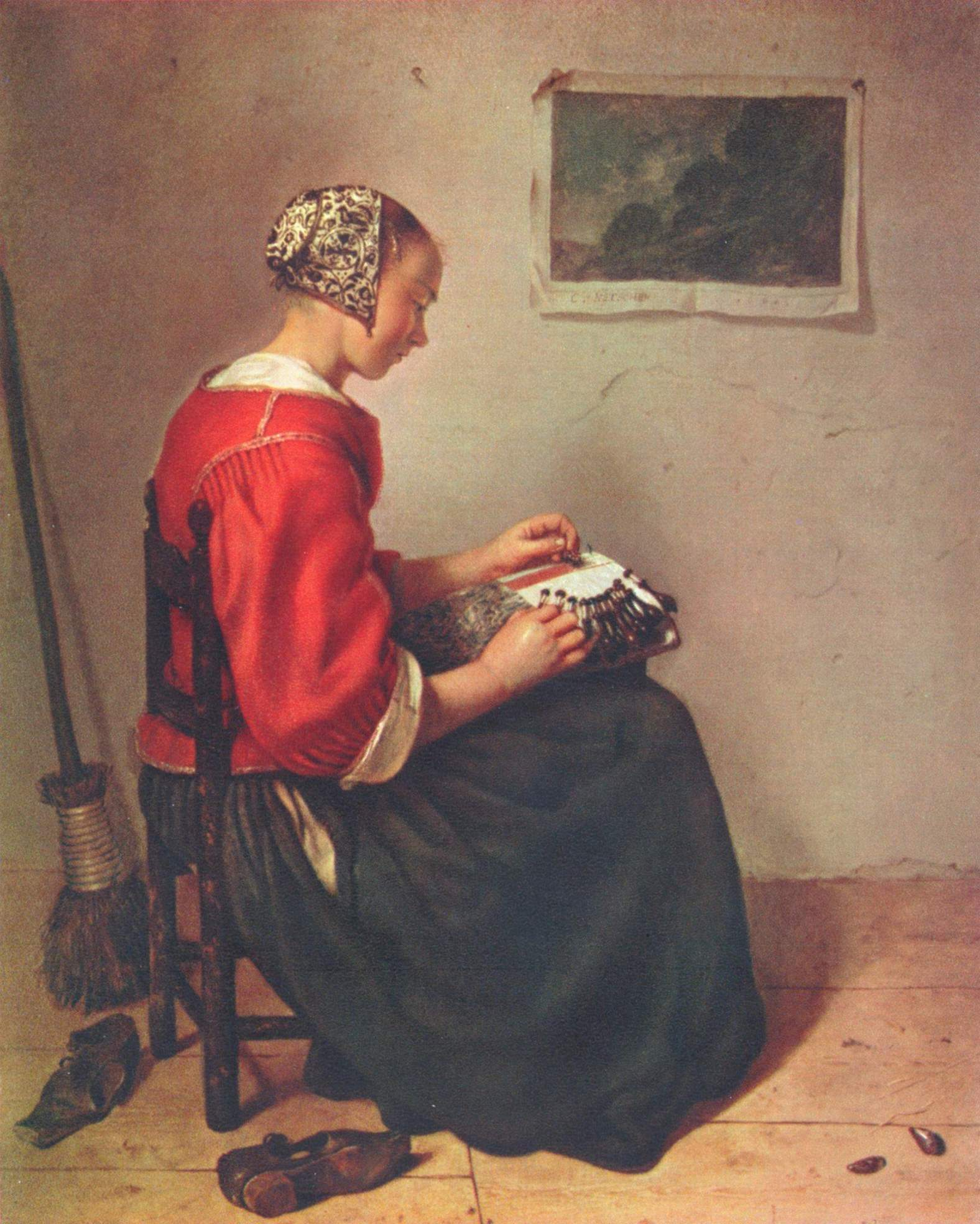
カスパル・ネッチェル（1664年描画）

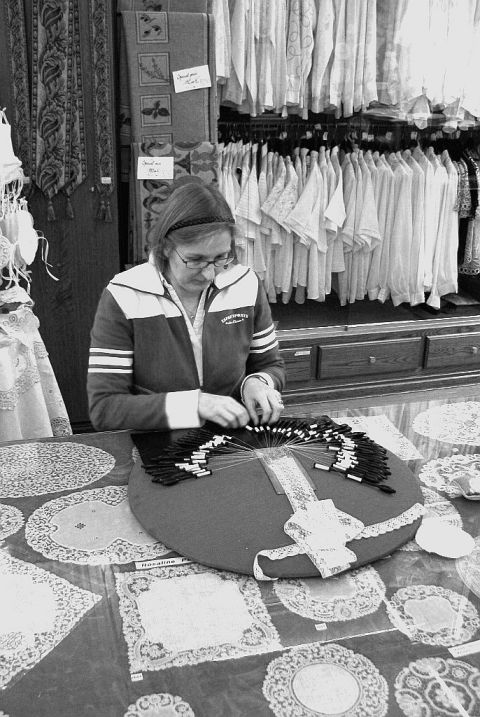
ベルギー、ブルッヘ（2004年11月9日撮影）

ボビンレース（英語: bobbin lace）は、織りの技法を用いたレースである。通常、糸をボビンと呼ばれる糸巻きに巻き、織り台の上に固定した型紙の上に、ピンで固定し始点とする。ボビンを両手で持ち、左右に交差させ交差をピンで固定しながら、平織り、綾織り、重ね綾織りの3種類で、様々な模様を織り上げてゆく。
職人の熟練に時間がかかるうえ、作成に膨大な時間を使うこと、産業としては機械レースが隆盛であることにより、高度の技術を必要とするレースは、現代では商業ベースに乗ることは少ない。アンティークレースや、ヨーロッパ各地の一部愛好家によりアンティークレースと同等の技術で作成される非常に高価なレースは「糸の宝石」とも呼ばれている。
なお、日本では一般的にレースの技法について「編み」と表現されることが多いが、ボビンレースの技法は正確には「織り」である。また、ヨーロッパの各地域では使用される言語により、様々な呼称が存在する（ボビンレース用語を参照）。

## 種類
ボビンレースの分類には定説がない。通常使用されている技法別の呼称に従い、主な種類をあげる。

### 連続糸レース
トーションレース
ボビンレースといえば、トーションレースの代名詞のように使用されることが多い。幾何学的模様や繰り返し模様が多く、初心者向けのデザインも多い。全世界に技法が広まっており、代表的なボビンレースである。バンシュレース・フランドルレース・クリュニーレースの一部など地名のついた、特徴的なレースもこれに含まれる。
チュールレース
ヨーロッパ各地で様々な名称で呼ばれるレースの総称である。チュール地に太い糸や特徴的な地模様 (ground) を用いた柄が特徴的である。アンティークレースではニードルレースと並び代表的である。地方により様々な技法が現存する。
デンマークのトュナー、イギリスのバックポイント、フランドル地方のベーヴレス・リル、フランスのシャンティイやバイユなど。
ロシアンレース（ルシアンレース）
テープに織りながらつないでいくレース。太目の糸を使用することが多く、少ないボビンで大きな作品を仕上げることができる。ヴォログダレースが有名。
ギュピアレース（ギュピュールレース）
模様と模様の間に網目等の地模様がないレース。現存するレースとしては、クリュニーレースの一部とデンマークのクリスチャン4世のレースが有名である。シンプルな柄でありながら、ボビンの運びが複雑である。デンマークボビンレースを参照。

### 切断糸レース
ブルージュレース（フラワーレース）
ベルギーのブルッヘを中心として発展したレースである。植物柄のモチーフを織りながらつなげていく技法で、繊細で華やかなレースである。基本となるモチーフには独特な技法がある。

### その他
モダンレース
現代のボビンレース研究家により作成された、創作レースの総称である。様々な技法を駆使し、独創的な作品が発表されている。

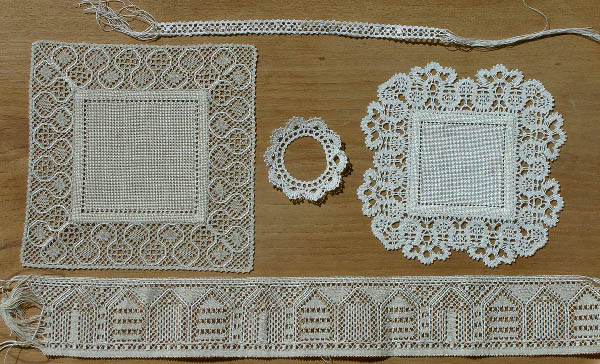
左・中央・上・下：トーションレース、右：ギュピアレース
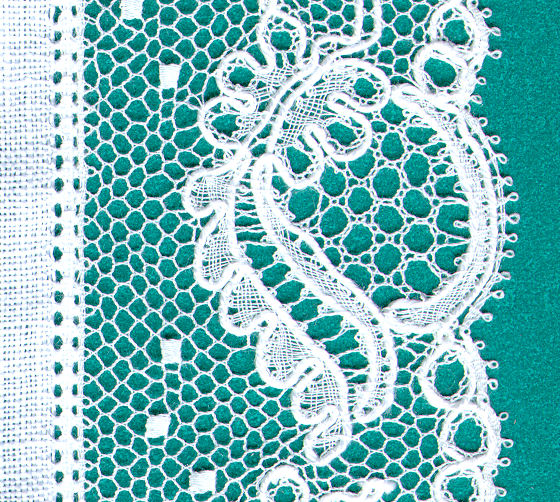
デンマークのトゥナーのチュールレース
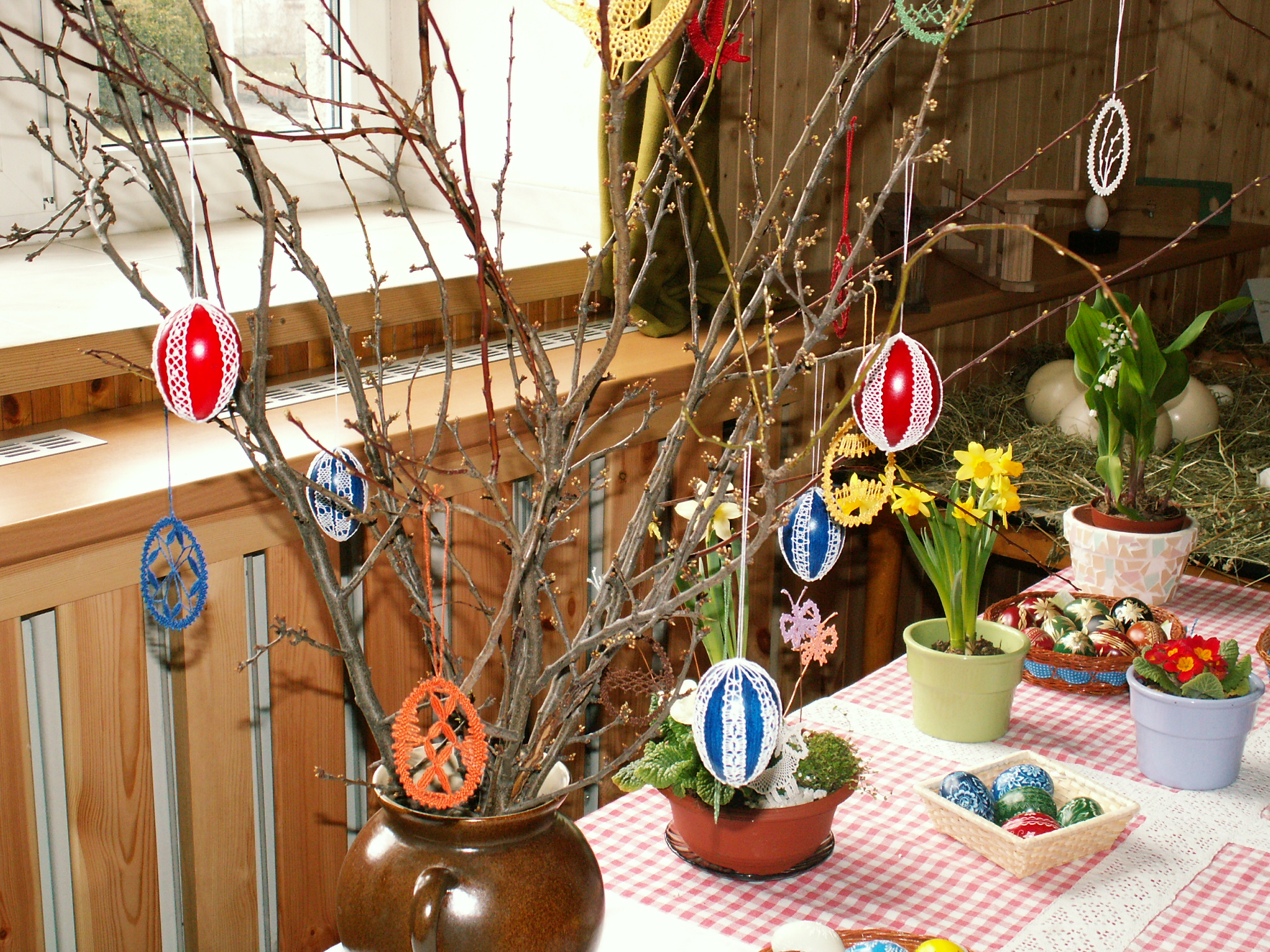
イースター用小物（現代レース）

ボビンレースの道具
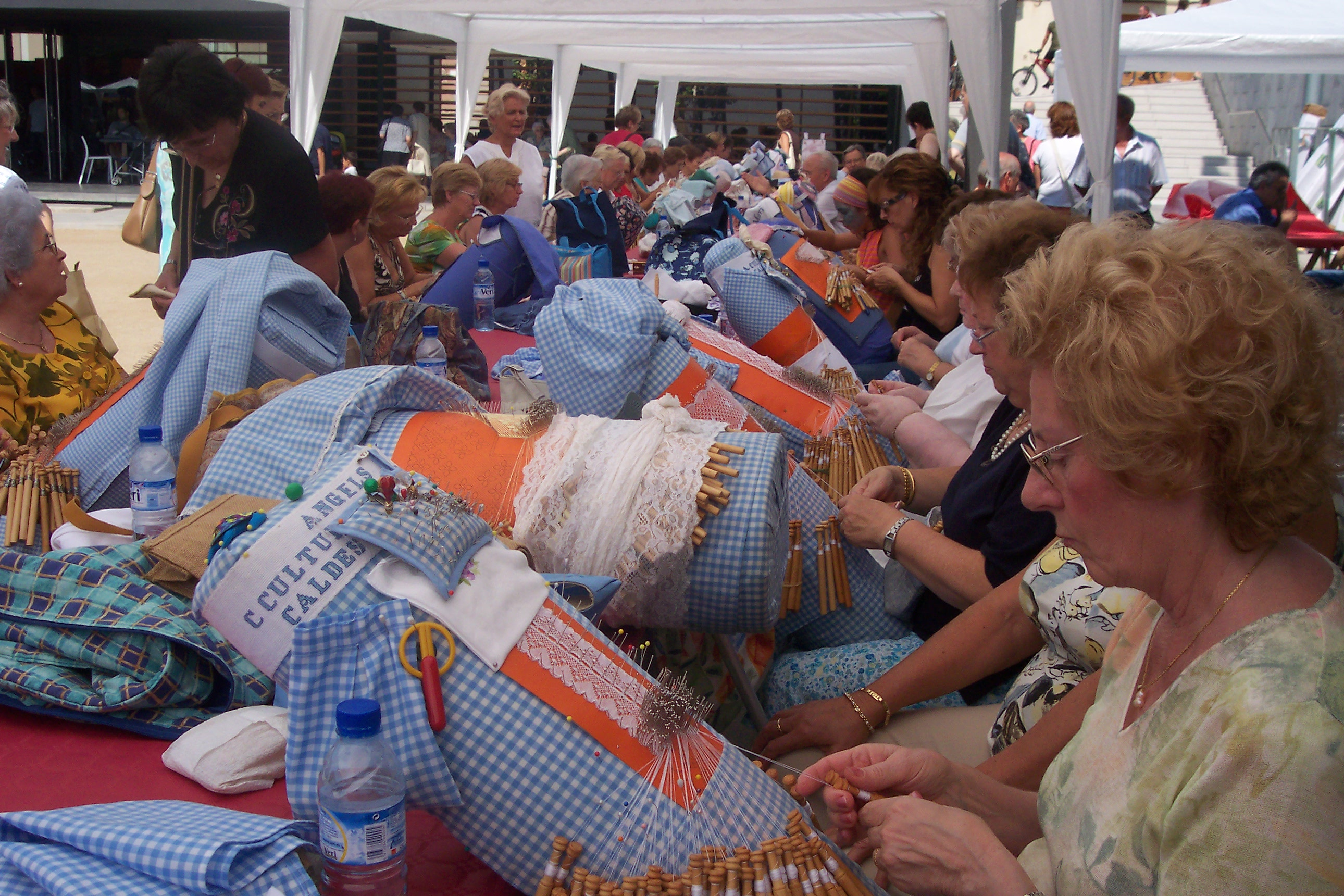
スペイン式の道具。スペイン、バルセロナ（2003年1月16日撮影）
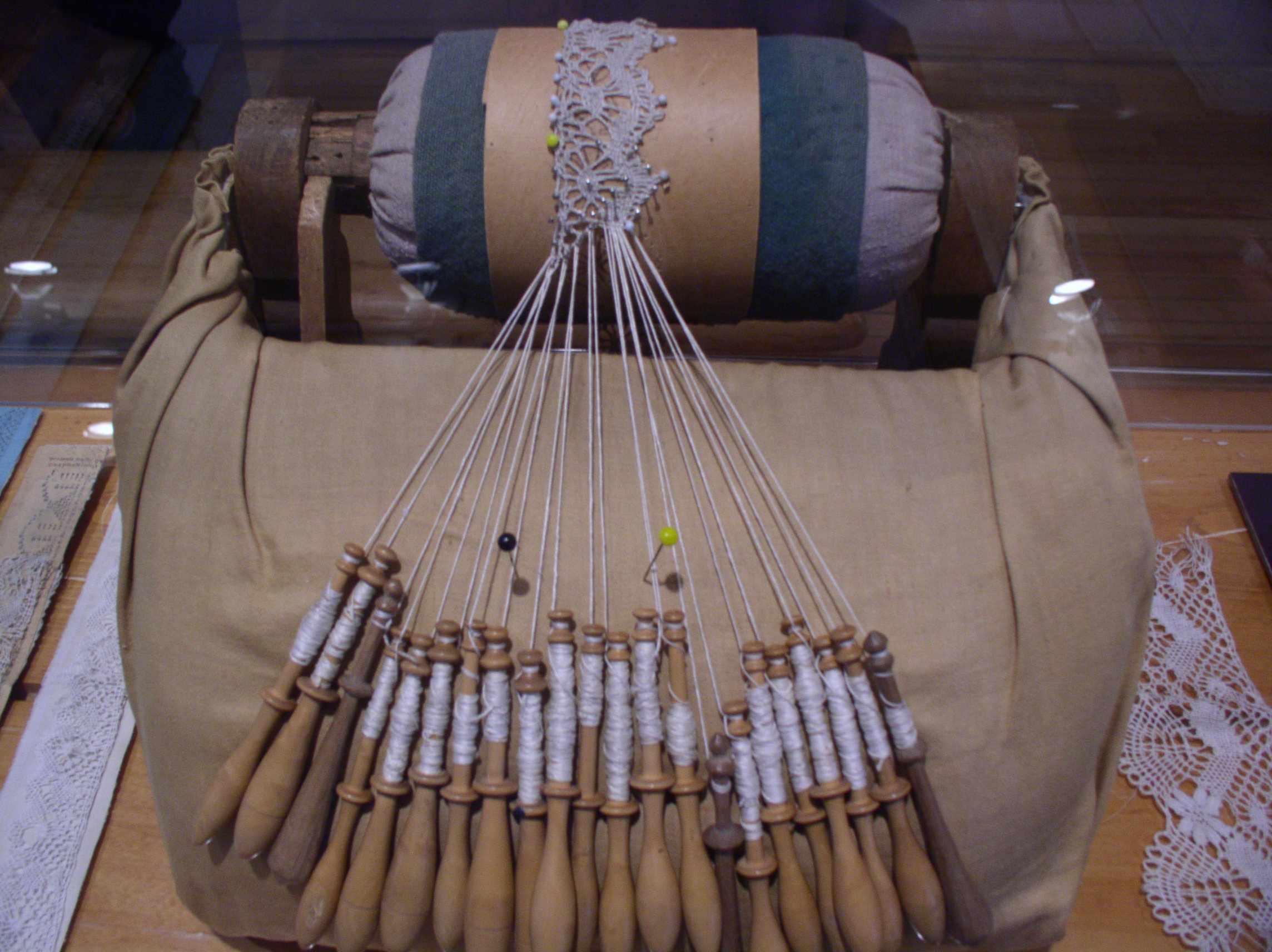
ベルギー式の道具
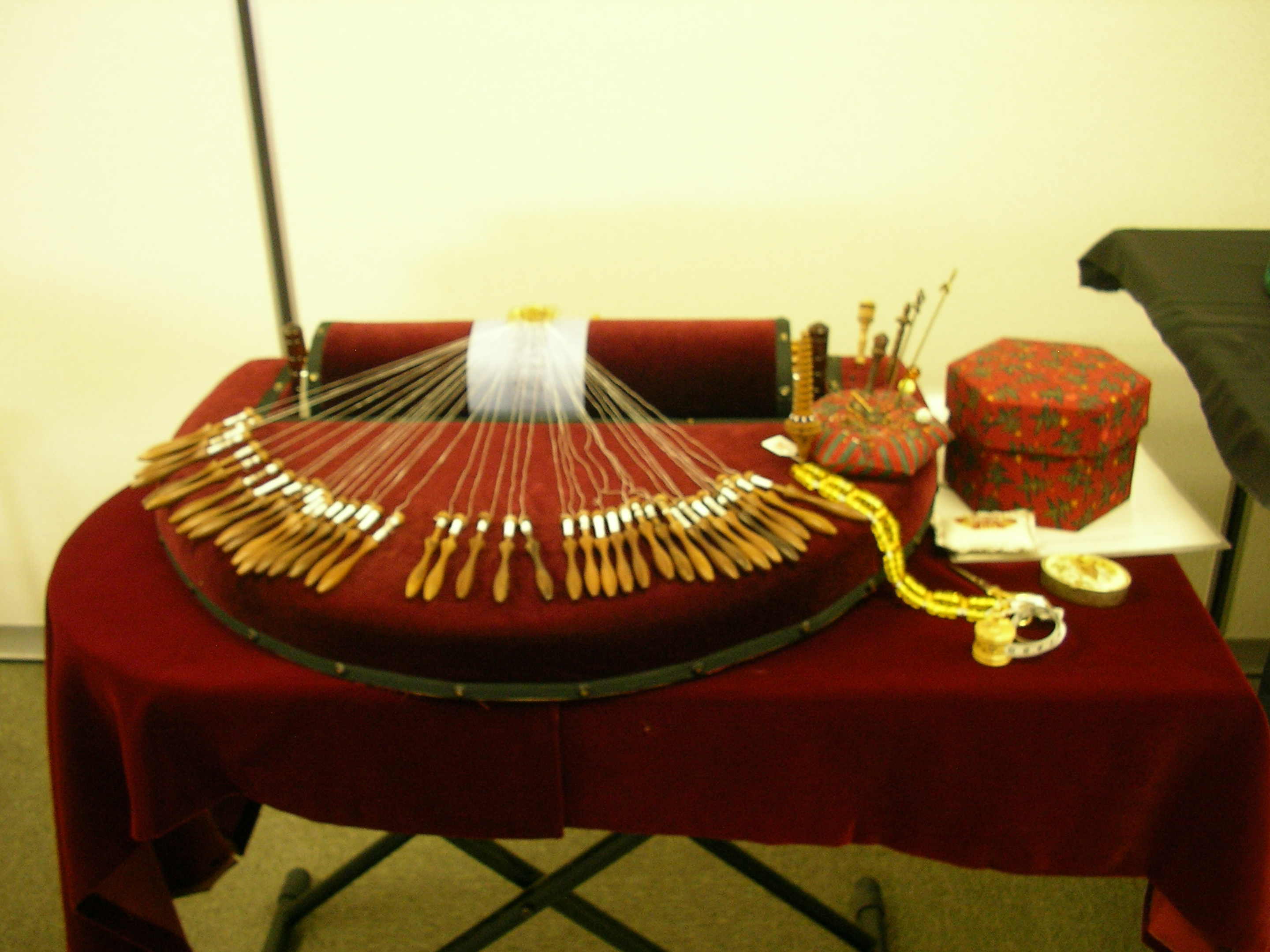
デンマーク式の道具
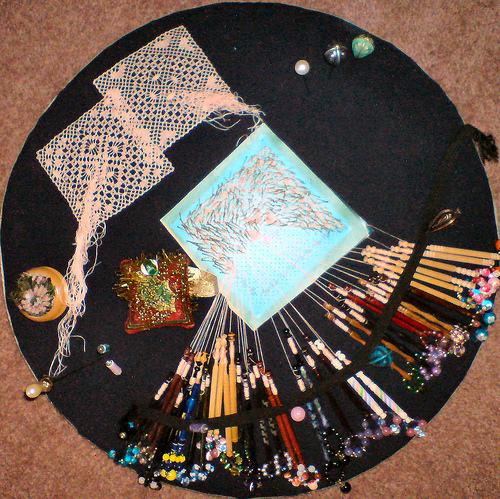
イギリス式の道具
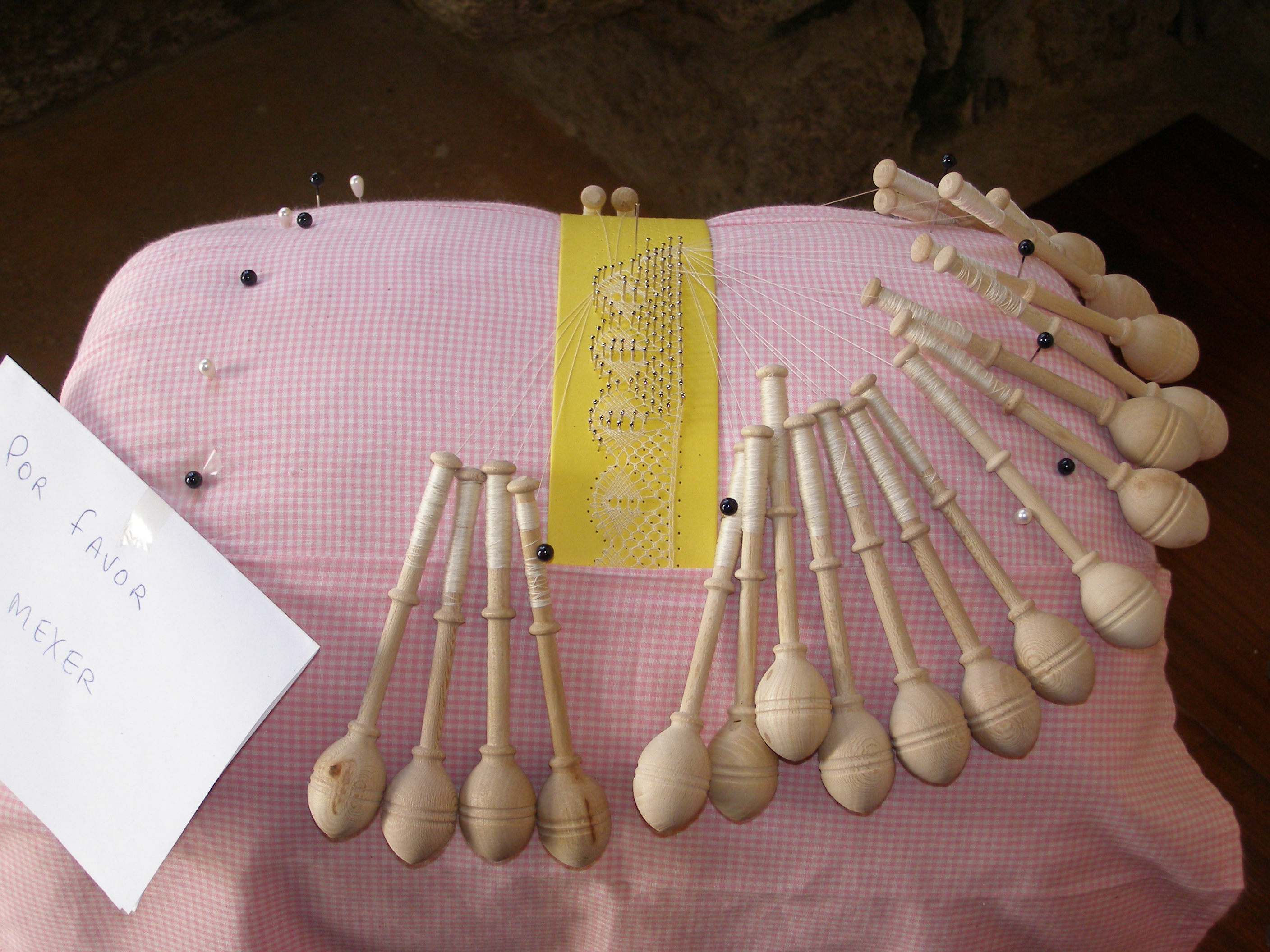
ポルトガル式の道具
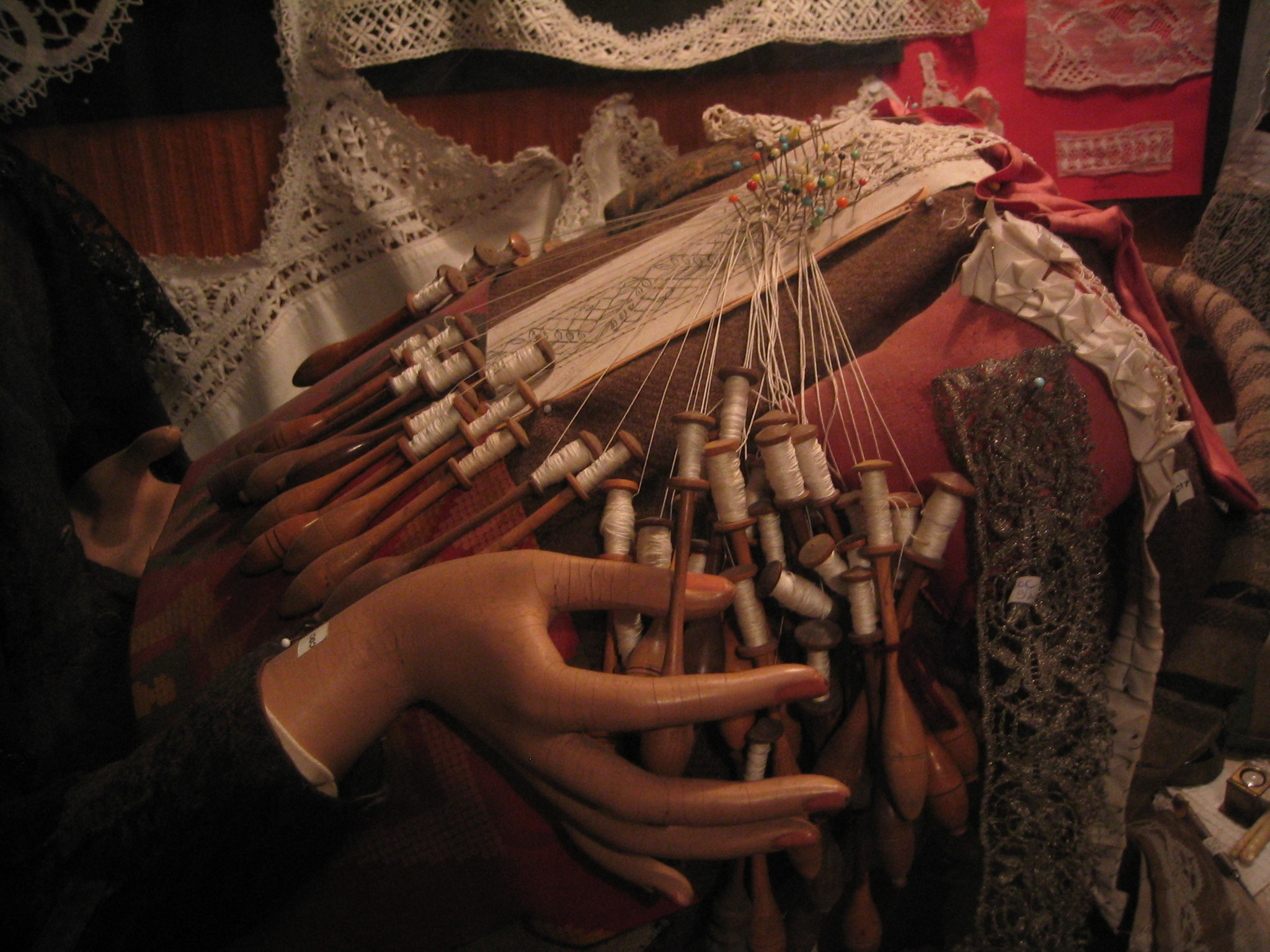
フランス式の道具
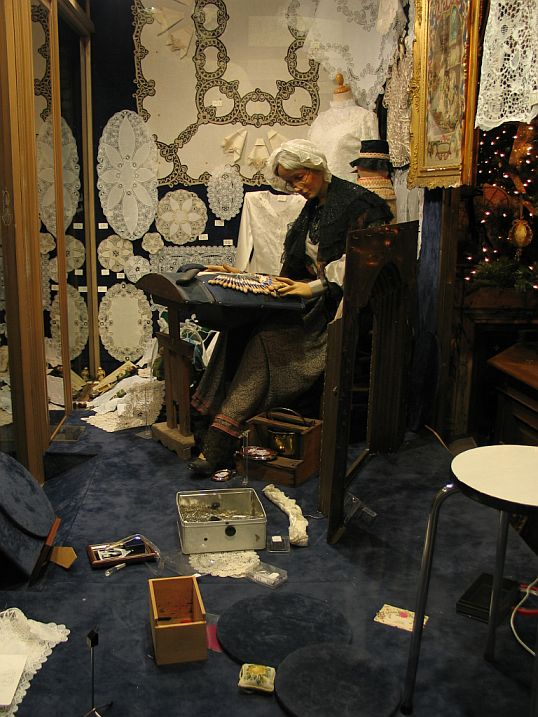
オランダ式の道具

## 歴史

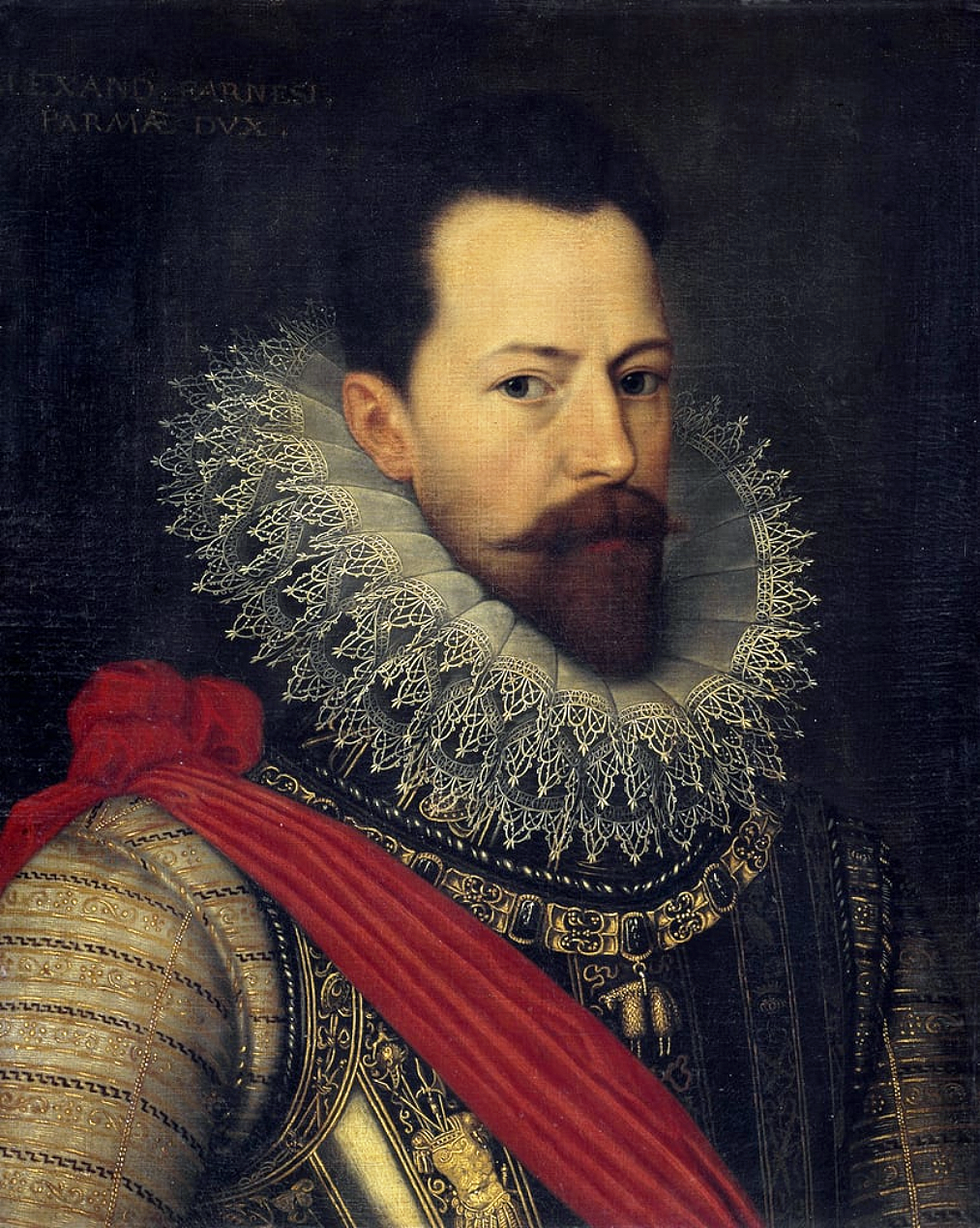
アレッサンドロ・ファルネーゼ（1545年 - 1592年）。ボビンレースの3段のフレーズを身につけている。16世紀から17世紀前半までのレースは幾何学的模様であった

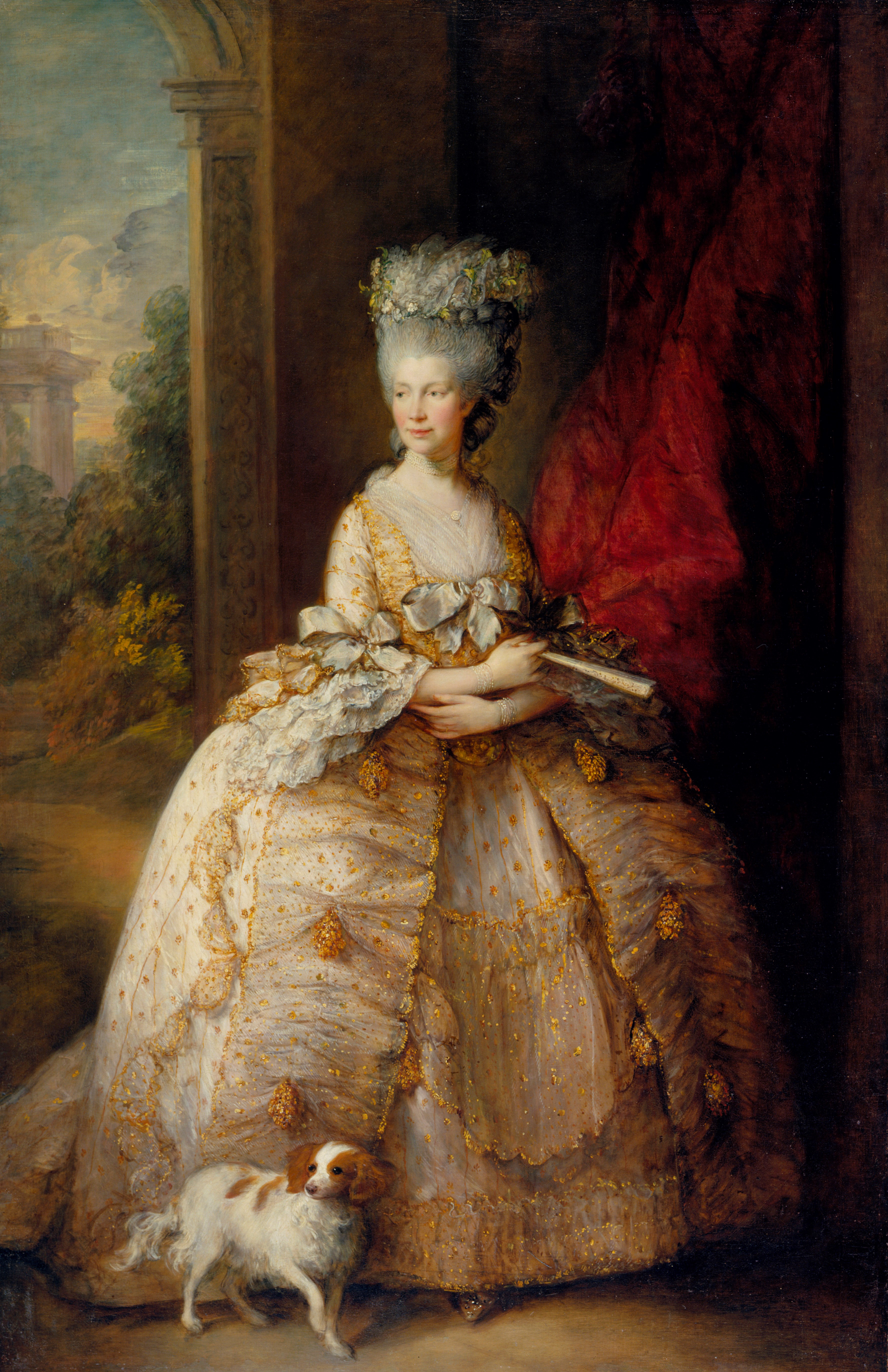
シャーロット王妃（1744年 - 1818年）。王妃の袖とデコルテの縁飾りと首飾りはブリュッセルレースである可能性が高い

2世紀から3世紀頃のエジプト（コプト）の遺跡から、糸を巻いたボビンとレースが発見されている。13世紀から14世紀には、パリで組紐が専門の商売となっており、イタリアでは亜麻のブレードが作られていた。15世紀以前には装飾的なレースは存在せず、ボビンレースは単なる縁飾りや生地をつなぐ飾り紐（ブレード）として、家庭の婦人達によって多く作られていた。16世紀にかけて、刺繍レースが大きな作品として作られていた時代、簡単なパターンのボビンレースはパスマン (passement) と呼ばれ、ブレードを組んで作った日用品として時代や場所を特定せず作られていた。英語の「レース」という言葉が靴紐・組紐・ブレードという意味を持つのも、ボビンレースの歴史からきている。
装飾品としてのボビンレースは、1520年代半ばのイタリアのヴェネツィアとフランドルのアントウェルペン界隈で時期を同じくして発祥したとされている。16世紀半ば以降の印刷術の普及に伴い、技法はヨーロッパ各地に広まっていった。ヴェネツィアとアントウェルペンはこの時代、最も重要な印刷技術の2大中心地であった。ボビンレースの生産はニードルレースとともに、16世紀半ばにはヨーロッパ全域に広がっていた。特に、フランドル地方では、ボビンレースを中心にレース産業が発展した。16世紀末には、3段4段のボビンレースのフレーズ（円形の襞襟）が流行し、フランドル地方のボビンレースはヨーロッパ各地に輸出された。
17世紀初頭にフレーズの流行が終息したあとも、ボビンレースは広く市民の間の服飾流行に用いられた。幾何学的な模様から離れ、バロック時代の影響を受けたデザインとなった。ニードルレースが非常に高価であるため、ボビンレースはニードルレースを模倣して作られた。17世紀始め、ジェノヴァのボビンレースが高く評価されていたが、半ばには下火になり、ブリュッセルレースが盛んに作られた。17世紀終わりには、フランドルのボビンレースは、ポワン・ド・フランスを模倣し、ピエス・ラポルテの製法を完成した。全ヨーロッパで作られるようになり、後にアングルテールと呼ばれた。イギリスでは、当時この手のボビンレースは生産されなかったが、奢侈禁止令のため「イギリス・レース」と呼ばれ販売されていた（フランドル地方とレース参照）。ミラノのレースは20世紀始めまで生産されていた。
18世紀には、ロココ時代の影響を受け、各地のレースがその特色をはっきりさせた。ブリュッセル、ブルッヘ、バンシュ、ヴァランシエンヌ、マリーヌ、リール、ブロンドなどである。ブリュッセルレースは、ピエス・ラポルテであり、17世紀末より高く評価され、クラヴァットなどに多く用いられた。ブリュージュレースは、19世紀以前には目立った特徴がなかったが、この時代には聖職者の衣服などの装飾品を作っていた。バンシュは、連続糸のレースで、ネージュ (neige) と呼ばれる模様を特徴としていた。この模様が大きくなると「クモ」と呼ばれる。ヴァランシエンヌは、18世紀には連続糸のレースであった。網目は丸いものであったが、1740年頃四角くなった。マリーヌは、連続糸のレースでモチーフに太い糸を使い、縁に四つ編みを、四葉のクローバーの模様を用いるという特徴があり、最も美しいレースを生産していたが、18世紀末には衰退した。リールは、連続糸のレースで、2本糸の編み目を特徴とした。同じ製法はフランス各地、デンマークのトゥナー(Tønder)、スウェーデンのワルステナ、イギリスのミッドランド(Midland)でも作られた。ブロンドレースは、連続糸のレースで、単純なモチーフで大きな網目を特徴とした。
当時の財産目録には、ディエップ (Dieppe)、ル・アーヴル (Le Havre)、フェカン (Fécamp)、オンフルール (Honfleur) のレースが尊重されていた。これらのレースは「妖精のレース」 (point de fée) と呼ばれるまでに完成度を高めたが、フランス革命により断絶し、その技法は後世に伝わらなかった。
ヨーロッパ各地に伝わったボビンレースは各地で様々な様式に発達し、その技法は現代に引きつがれている。

### 機械レースへの発展

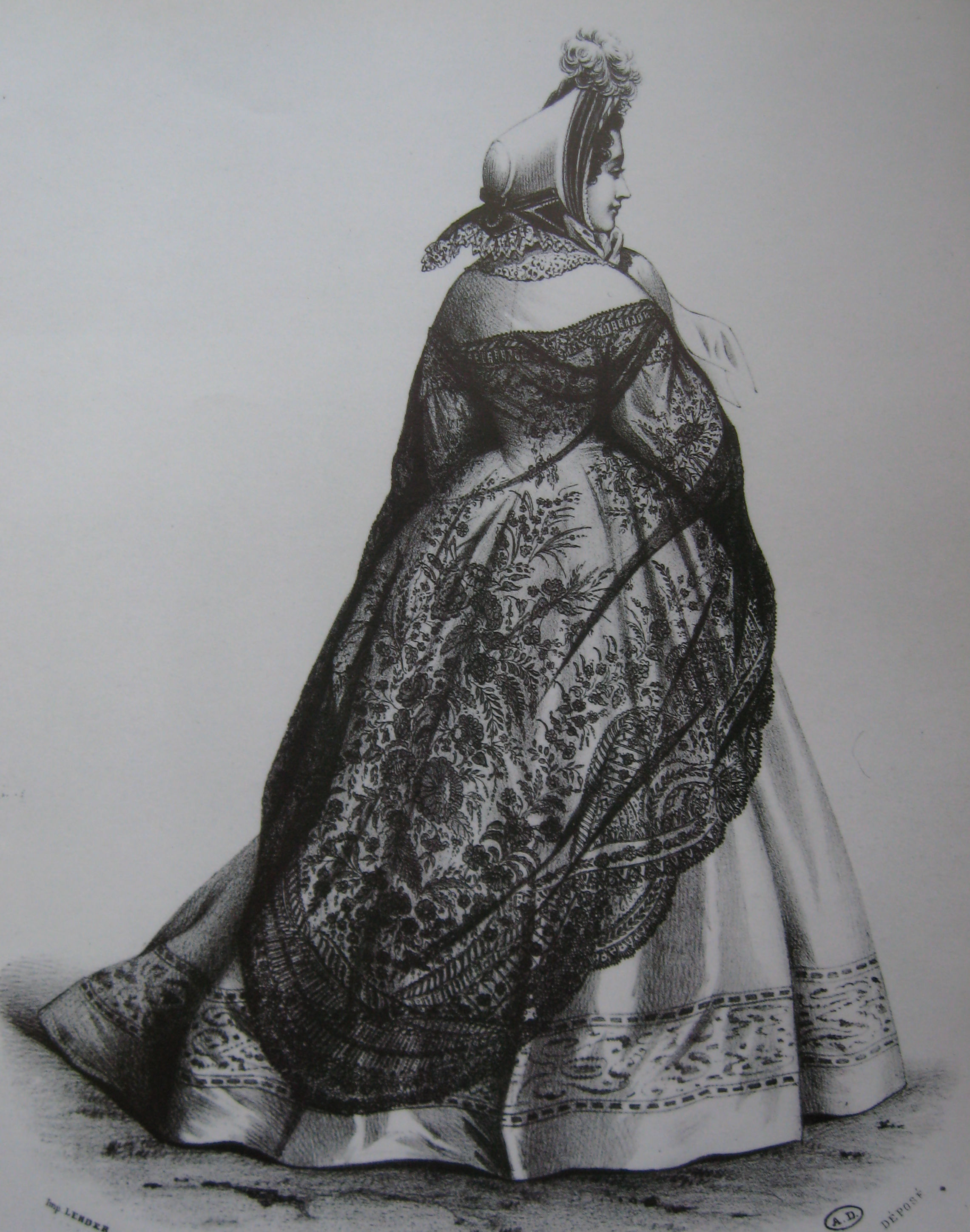
ファッションプレート（1865年頃製作）。機械で作成されたシャンティイレース

19世紀初頭、機械チュールの発展によって、アップリケの技法が誕生し、ボビンレースでモチーフを作り、機械レースのグランドにアップリケした。1830年頃、ジャガード機構が取り入れられ、本物に近いレースの製造が可能となった。作ろうとするデザインのパンチカードを用い、モチーフに応じて経糸を動かすことで作成された。1883年にはドイツでケミカルレースが開発され、レリーフのある全てのレースの模造が可能となった。ボビンレースの黒いシャンティイやニードルレースのアランソン、アルジャンタンの製造はフランスの大企業家オーギュスト・ルフェビュールの手により、専門化による分業で集約的に生産し、流行の変化にも対応できるようになった。手工的な技は機械レースとは区別され、讃えられていたが、次第に機械レースの熟練工が完璧に模倣できるようになり、区別は難しくなっていった。
ヴァランシエンヌは室内着や下着として用いられ、若い女性の下着は全てヴァランシエンヌで飾られた。ヴァランシエンヌの町では作られなくなったが、フランス北部のベイユール、ベルギーのブラバント地方のイープル、ヘントでは、現在もヴァランシエンヌの最高級品を作っている。
19世紀末にはレースは機械レースと同義語となり、手作りレースは芸術品となった。
1920年代には、大量のレースが消費された。ほとんど機械レースであるが質は保たれ、チュールのドレスの裾にレースのフリルをつけることが流行した。手作りレースは、フランスやイギリスの植民地で作られた。ポワン・ド・ヴニーズは、チュニジア、アルジェリア、マダガスカル、ヴェトナムなどで、ポワン・ド・クリュニーやド・ラ・マルテーズはインドで、ポワン・ド・ミラノとポワン・ド・ブリュッセルは中国で作られた。 
第二次世界大戦により、ヨーロッパの手作りレースは決定的に絶え、観光客向けのレース製作所を除けは、いまだにレースを作っている人は数少ない。

## ボビンレースが伝承された地方
- イタリア
  - カンツー (Cantú)
  - ヴェネツィア (Venezia)

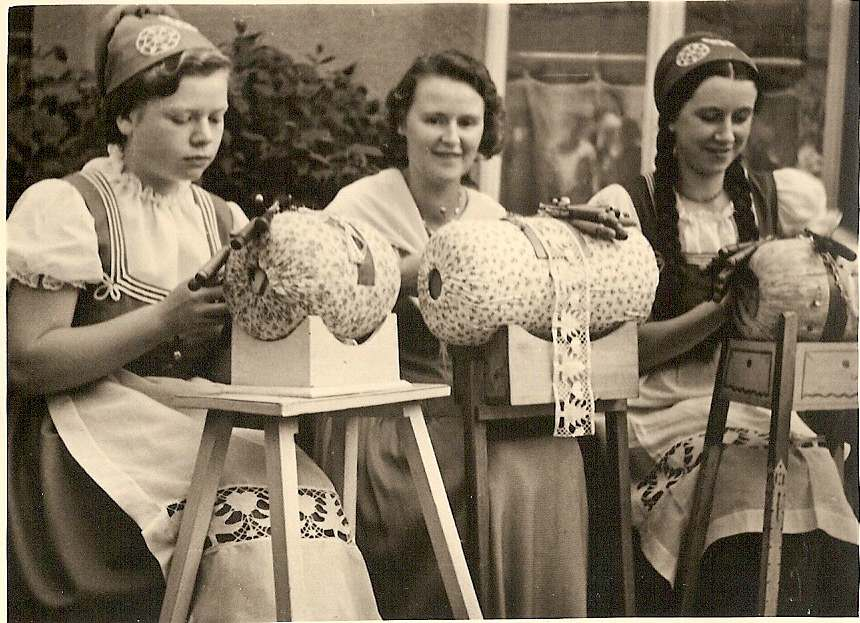
ドイツ、エルツ山地、シュレッタウ（1936年8月18日 イガレット・バーケン撮影）

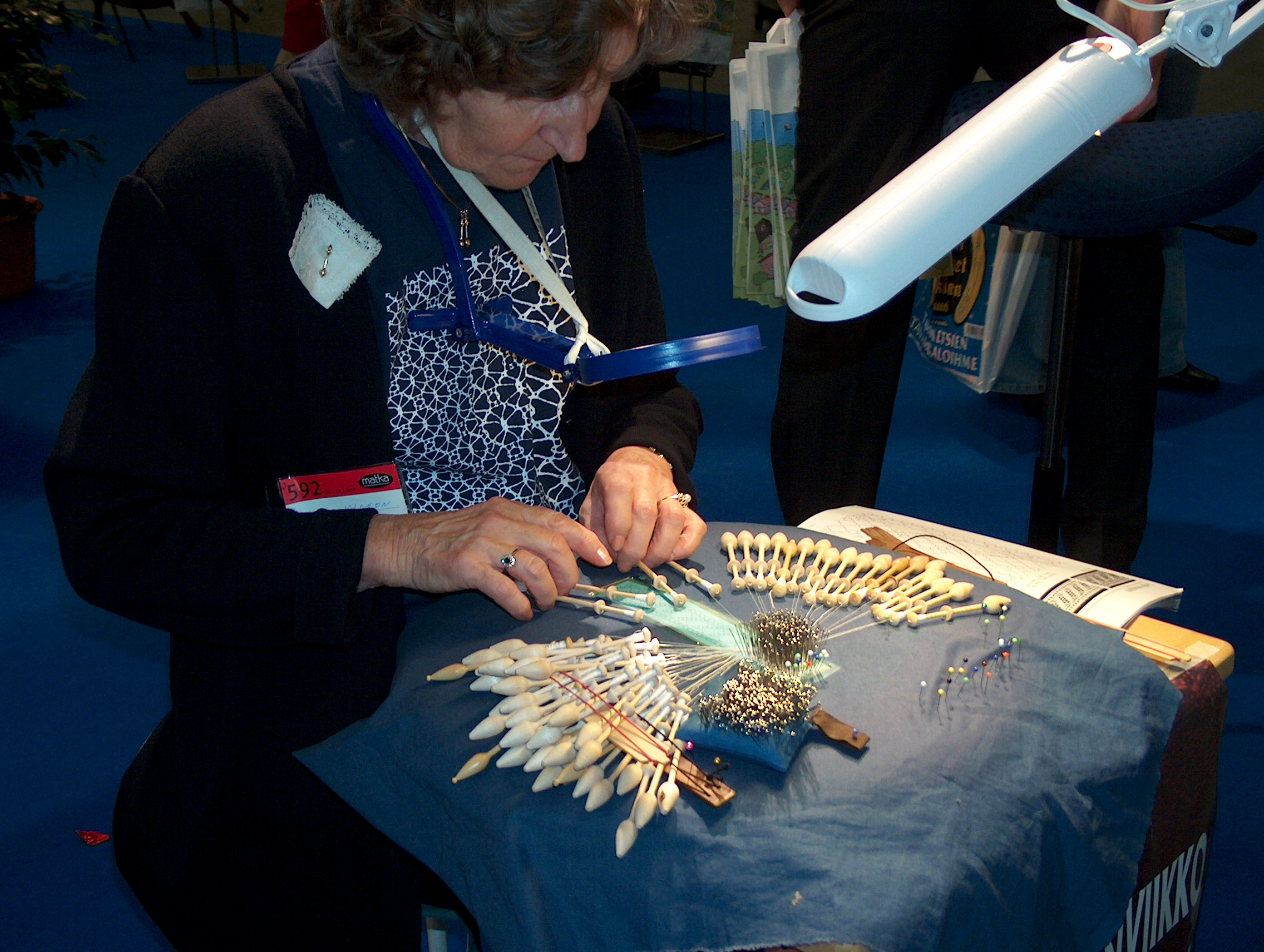
フィンランド、ヘルシンキ（2005年1月22日撮影）

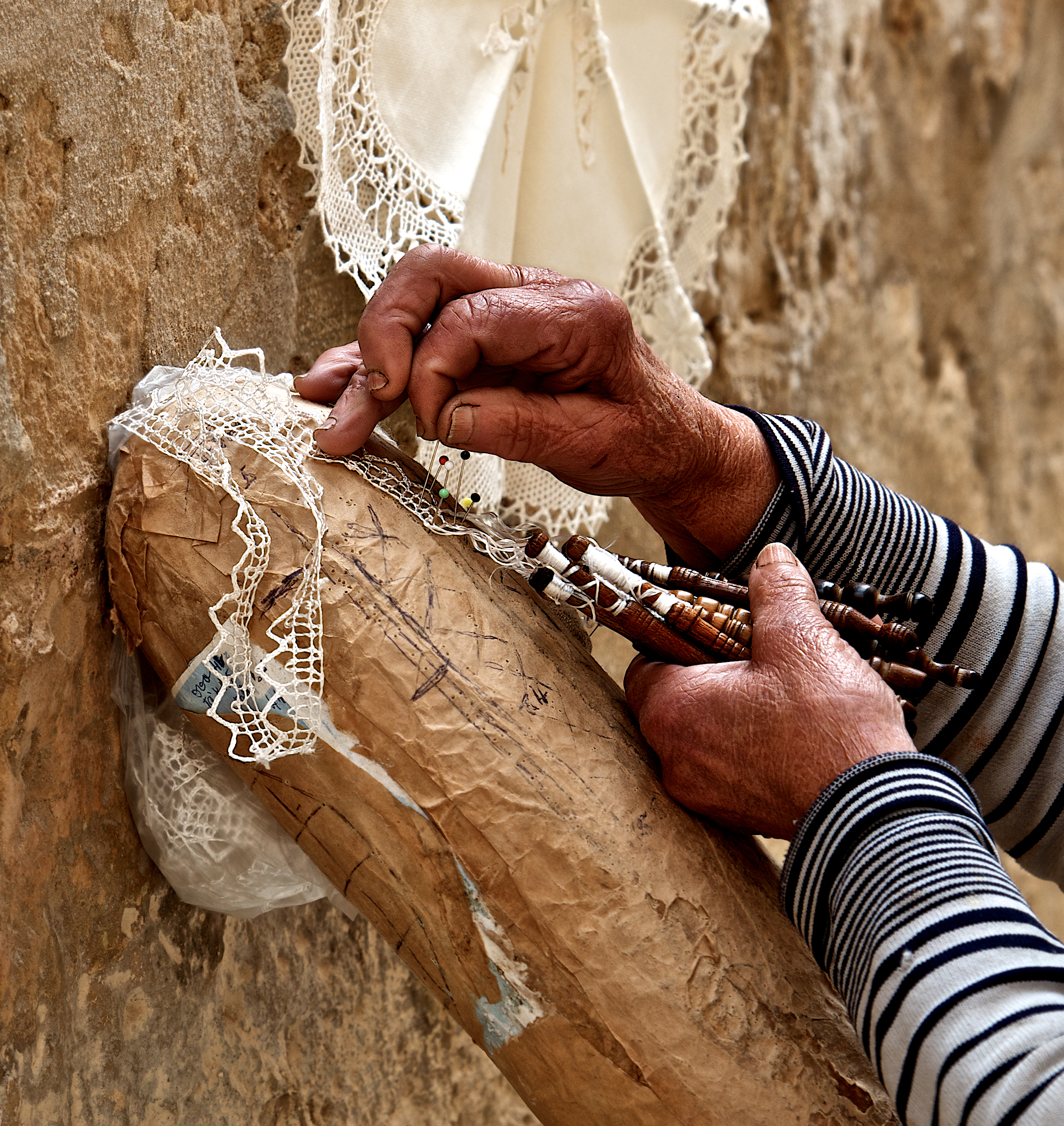
マルタ語でil-bizzillaと呼ばれる手法で編まれるボビンレース

  - サンセポロクロ (Sansepolcro)
  - オルヴィエート (Orvieto)
  - ラクイラ（L'Aquila）
- スペイン
  - バルセロナ (Barcelona)
  - アルマグロ (Almagro)
  - バリャドリード (Valladolid)
  - カマリニャス (Camariñas)
- ポルトガル
  - ヴィラドコンデ (Vila do Conde)
  - ペニシェ (peniche)
- ベルギー
- フランス
- デンマーク
  - トゥナー (Tønder)
- フィンランド
  - ラウマ (Rauma)
  - フイッティネン (Huittinen)
- イギリス
  - ホニトン(Honiton)
  - ベッドフォードシャー(Bedfordshire)
- マルタ
- ハンガリー
- チェコ
- ギリシャ
- オランダ
- スロヴェニア
  - ジリ (Žiri)
- ロシア
- マルタレース（英語版）（ゴゾレース）